# Natsumi Hoshi
Natsumi Hoshi (星奈津美?, Hoshi Natsumi; Saitama, 21 agosto 1990) è una nuotatrice giapponese specializzata nella farfalla.

## Palmarès
- Giochi olimpici

Londra 2012: bronzo nei 200m farfalla.
Rio de Janeiro 2016: bronzo nei 200m farfalla.
- Mondiali

Kazan 2015: oro nei 200m farfalla.
- Giochi asiatici

Canton 2010: argento nei 200m farfalla.
Incheon 2014: oro nella 4x100m misti e argento nei 200m farfalla.
- Giochi PanPacifici

Gold Coast 2014: argento nei 200m farfalla.